# Saint-Launeuc

Saint-Launeuc este o comună în departamentul  Côtes-d'Armor, Franța. În 1 ianuarie 2022 avea o populație de 190 de locuitori.